# سوق نطاة خيبر
سوق نطاة خيبر يعتبر من الأسواق القديمة في خيبر شمالي المدينة المنورة والذي يعود لعصر ما قبل الإسلام.

## الوقت
يقام سوق نطاة خيبر بعد موسم الحج أي بعد انقضاء البيع والشراء في سوق ذي المجاز وتفرق الناس، حيث ترتحل العرب حينها إلى سوق نطاة خيبر للبيع والشراء قبيل انتقالها إلى سوق حجر اليمامة.

## موقع سوق نطاة خيبر
نظراً لوقوع خيبر على الطرق التجارية الكبرى بين اليمن والشام أسهم أهلها بتجارة الجزيرة، وتعتبر إحدى محطات القوافل التجارية أثناء سفرها إلى الشام، ولقد نجح أهلها في متاجرهم حتى فاضت ثرواتهم، ونشأت رؤوس الأموال الضخمة، ولما فتحها رسول الله صلى الله عليه وسلم صالح أهلها على الشطر من الثمر والحب.

## النشاط
كان يفد إلى سوق نطاة خيبر مختلف البضائع المنوعة مثل الأسلحة والمنسوجات والمنتجات الحيوانية مثل السمن والعسل والمصنوعات الحديدية والأواني، وأهم سلعة فيها كان التمر.

## ذكر السوق في السيرة النبوية
يذكر أهل السيرة أن غنائم خيبر كانت كثيرة حيث بنى اليهود فيها حصوناً جعلوا فيها أموالهم وميرتهم من طعام وحب وثمر، فافتتح المسلمون حصن ناعم ثم القموص ثم حصن الصعب بن معاذ وهو أعظم حصونهم غناءً وأكثرها مؤنة، وكان من الغنائم الذهب والفضة حتى أن الصحابة أخذوا يتبادلونهما حتى نهى الرسول صلى الله عليه وسلم أن يبتاع الذهب بالذهب والفضة بالفضة، ومن بين تلك الحصون التي فتحها المسلمون حصن الشق، وحصن نطاة، وحصن الكتيبة، وكان لكل حصن خازن يخبئ أموال أهله، وكان كنانة بن الربيع عنده كنز بني النضير؛ فلما أُسر سئُل عنه فأنكر، فعرفهُ الفاتحون ووجدوا فيه أموالاً كثيرة.

## مظاهر التجارة
- اتسعت تجارات اليهود في خيبر حتى استطاع الرجل الواحد منهم كأبي رافع الخيبري أن يُسير قوافل تجارية لحسابه إلى الشام.
- كلما مرت عير لقريش أو لطيمة من لطائم النعمان قامت لها سوق في خيبر، وقد جعل المرزوقي زمنها بعد زمن سوق ذي المجاز أي بعد أشهر الحج وقبل أن تبتدى سوق حجر.[4]

## السوق في الوقت الحالي
استمر السوق بالنشاط إلى وقت قريب حيث تغير مسماه من نطاة خيبر إلى سوق مناخ الشريف، أو سوق الشريف.

## وصلات خارجية
- سوق النطاة من أسواق العرب قديمًا.. وما زالت أطلالها باقية.
- من الأسواق التجارية في الجزيرة العربية قبل الإسلام.